# Lior Raz

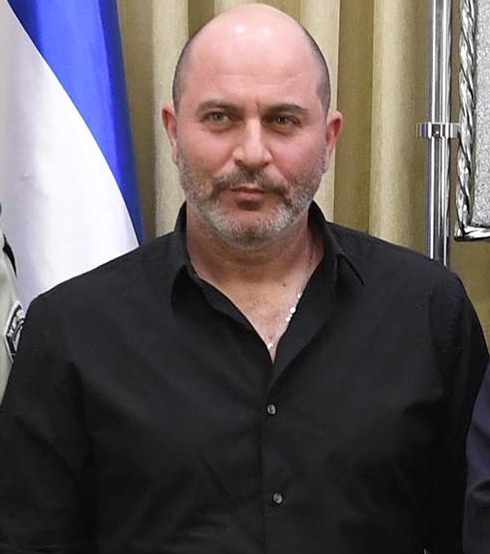
Lior Raz, 2017

Lior Raz (hebräisch ליאור רז; * 24. November 1971 in Maʿale Adummim) ist ein israelischer Schauspieler und Drehbuchautor.

## Leben und Wirken
Lior Raz kam 1971 in der israelischen Siedlung Maʿale Adummim im Westjordanland zur Welt. Nach dem Abschluss der Schule absolvierte er seinen Militärdienst und wurde Teil der Spezialeinheit Jechidat Duvdevan der israelischen Streitkräfte, welche gegen Terroristen im Westjordanland vorging. Nach Abschluss seines Militärdienstes zog Raz 1993 in die Vereinigten Staaten, wo er als Bodyguard für Persönlichkeiten wie Arnold Schwarzenegger, dessen Frau Maria Shriver und Nastassja Kinski arbeitete.
Nach seiner Rückkehr nach Israel nahm Raz Schauspielunterricht am Nissan Nativ Acting Studio in Tel Aviv und trat als Don Juan und Macbeth am Gesher Theater auf.
2014 hatte Raz zusammen mit dem Drehbuchautor Avi Issacharoff die Idee zur TV-Serie Fauda, die seit 2015 auf dem Fernsehsender Yes Oh gezeigt wird. Seit dem 2. Dezember 2016 ist diese auch über den Streaminganbieter Netflix verfügbar. In dieser Serie übernimmt Raz die Hauptrolle als Doron Kabilio, ein Mitglied der Spezialeinheit Jechidat Duvdevan.
Lior Raz ist mit der israelischen Schauspielerin Meital Barda verheiratet.

## Filmografie (Auswahl)
- 2004: Michaela
- 2007: אולי הפעם (Vielleicht Diesmal)
- 2008: Nachtgebet (Regie: Doreen Rechin), an der Seite von Henriette Heinze
- seit 2015: Fauda
- 2018: Operation Finale
- 2019: 6 Underground
- 2021: Hit & Run
- 2023: The Crowded Room
- 2024: Soda
- 2024: Gladiator II